# Sisymbrium altissimum
Espèce
Classification phylogénétique
Synonymes
- Norta altissima (L.) Britton[1]
- Sisymbrium pannonicum Jacq.[1]
- Sisymbrium sinapistrum Crantz[1]

Sisymbrium altissimum, qui a pour nom commun Sisymbre élevé ou Sisymbre fausse moutarde, est une espèce de plante de la famille des Brassicaceae et du genre Sisymbrium.

## Description
La Sisymbre fausse moutarde forme une plante avec des tiges minces et très ramifiées, atteignant 1,5 mètre de hauteur.
Ses feuilles caulinaires sont divisées en lobes minces et linéaires, tandis que les feuilles basilaires sont plus larges et pennées.
Les fleurs sont discrètes et ne mesurent que 6,4 mm de large. Elles ont quatre pétales généralement jaunes et quatre sépales étroits et incurvés. Les gousses sont minces et longues (5 à 10 cm). La plante germe en hiver ou au début du printemps, avec une période de floraison de mai à juillet. À maturité, elle meurt, déracine et tombe au vent en répandant ses graines.
Sisymbrium altissimum est une plante hémicryptophyte et thérophyte.

## Répartition
La répartition originale de Sisymbrium altissimum s'étend de l'Asie centrale, de l'Inde et du Pakistan à l'Europe de l'Est et du Sud-Est. Elle devient néophyte dans de nombreux pays, comme l'Amérique du Nord, la Nouvelle-Zélande ou Hawaï. Elle migre vers l'Europe centrale depuis l'Europe de l'Est continentale. Une diffusion particulièrement forte s'est opérée avec l'extension du réseau ferroviaire.
Elle prospère généralement sur un sol sableux ou graveleux meuble, qui doit être riche en nutriments et, surtout, contenir de l'azote.

## Parasitologie
La fleur a pour parasites Contarinia nasturtii, Gephyraulus raphanistri, Gephyraulus sisymbrii (sv), Aceria drabae (sv). Le fruit a pour parasites Brachycarenus tigrinus, Ceutorhynchus pyrrhorhynchus (sv), Adela mazzolella (en), Ceutorhynchus niyazii. La feuille a pour parasites Eurydema ornata, Eurydema oleracea, Puccinia isiacae, Pieris rapae, Colaphellus sophiae (sv), Septoria sisymbrii (sv), Brevicoryne brassicae, Erysiphe cruciferarum, Hyaloperonospora sisymbrii-loeselii, Ceutorhynchus minutus (pt), Scaptomyza flava, Albugo candida. Le bourgeon a pour parasite Dasineura bayeri (sv). La racine a pour parasites Phyllotreta atra (nl), Phyllotreta cruciferae. Le collet a pour parasites Lixus albomarginatus (pt), Ceutorhynchus assimilis. La tige a pour parasites Ceutorhynchus aeneicollis, Ophiomyia alliariae (sv), Ceutorhynchus napi, Planchonia arabidis (sv).